# Pic de Perafita
Pic de Perafita är en bergstopp i Andorra på gränsen till Spanien. Den ligger i den södra delen av landet. Toppen på Pic de Perafita är 2 753 meter över havet.
Den högsta punkten i närheten är 2 760 meter över havet, 1,2 kilometer sydväst om Pic de Perafita.
Trakten runt Pic de Perafita består i huvudsak av kala bergstoppar och gräsmarker.